# Женская сборная Сан-Марино по софтболу
Женская национальная сборная Сан-Марино по софтболу — представляет Сан-Марино на международных софтбольных соревнованиях. Управляющей организацией выступает Федерация бейсбола и софтбола Сан-Марино (итал. Federazione Sammarinese Baseball Softball).

## Результаты выступлений

### Чемпионаты Европы
| Год        | Победы         | Поражения      | Место          |
| ---------- | -------------- | -------------- | -------------- |
| 1979—1981  | не участвовали | не участвовали | не участвовали |
| 1983       |                |                | 4              |
| 1984       |                |                | 5              |
| 1986—н. в. | не участвовали | не участвовали | не участвовали |